# Epinephelus akaara
Epinephelus akaara es una especie de peces de la familia Serranidae en el orden de los Perciformes.

## Morfología
Los machos pueden llegar alcanzar los 53 cm de longitud total.

## Distribución geográfica
Se encuentra al sur de la China, Taiwán, mar de la China Meridional y sur de Japón.